# Вулиця Івана Мазепи (Чернігів)
Вулиця Івана Мазепи — вулиця в Новозаводському районі міста Чернігова, одна з головних транспортних артерій і найдовших вулиць міста. Пролягає від проспекту Миру до перетину Михайло-Коцюбинського шосе і вулиці Ціолковського.
Прилучаються вулиці Реміснича, Любецька, Олегове поле, проспект Перемоги, Попудренка, Малясова, Музична, Толстого, Ушинського, Індустріальна.

## Історія
На місці сучасної вулиці пролягала дорога на Київ. У XIX столітті на ній були кілька будинків, садиба лікарні, паровий млин і невеликий цегляний завод. Після будівництва залізничної станції і вокзалу на правому березі Десни, в 1920-і роки прокладено вулицю з назвою Вокзальна. У довоєнні роки, крім невеликих житлових будинків, на вулиці розташовані цегляний завод № 1, психоневрологічна лікарня, промартіль, кілька торгових баз і установ.
Раніше вулицею Щорса називався сучасний провулок Попудренка (до 2016 року — провулок Щорса). У 1940-і роки Вокзальну вулицю перейменовано на вулицю Щорса — на честь командира українських повстанських формувань часів Громадянської війни Миколи Олександровича Щорса.
Після Великої Вітчизняної війни вулицю продовжено за залізничну лінію Чернігів-Ніжин, де були побудовані промислові підприємства: «Чернігівський завод залізобетонних виробів» (1957 рік), виробниче об'єднання «Хімволокно» (1961 рік), «Камвольно-суконний комбінат» (1963 рік) та інші. «Чернігівський завод залізобетонних виробів» (№ 59) тресту «Черніговпромбуду» на 01.01.1987 року включав два цехи збірного бетону, бетонорозчинний вузол, столярно-опалубковий цех, цех пористих бетонів, асфальто-перлітний цех, гіпсокартонну ділянку.
5 листопада 1963 року вулиця Щорса стала ділянкою двох з трьох перших тролейбусних маршрутів міста: № 2 «Бобровиця — Камвольно-суконний комбінат» і № 3 «Бобровиця — Хімволокно», зв'язавши великі підприємства з іншою частиною міста. 2 серпня 1965 року відкрито новий маршрут № 4 уздовж всієї вулиці Щорса, зв'язавши Хімволокно з селом Коти (до сучасного перехрестя проспекту Миру та вулиці Литовської). 15 червня 1966 року вулиця стала ділянкою нового маршруту № 8, зв'язавши Хімволокно з Бобровицьким житловим масивом через вулицю Толстого. 5 вересня 1965 року маршрут № 2 змінено, зв'язавши Бобровицю і Коти, не по вулиці Щорса. 22 липня 1982 маршрут № 3 закрили, потім змінили на період 06.02.1984 — 06.12.1991 «Камвольно-суконний комбінат — Чернігівавтодеталь».
У 1970 році побудовано Палац культури Чернігівського виробничого об'єднання «Хімволокно», який включав театральний, лекційний, танцювальний зали, кінозал, клубну вітальню, кімнати для роботи гуртків. Зараз — Міський палац культури імені В. Радченко (будинок № 23).
У 1962 році відкрито «Чернігівський вечірній механіко-технологічний технікум» (будинок № 64). Готував фахівців для текстильної (5 спеціальностей) і хімічної (2 спеціальності) промисловостей. На 1987 рік технікум готував фахівців за 5 спеціальностями і налічував 315 учнів. У 1986 році створено «Чернігівський вечірній хіміко-технологічний технікум» (будинок № 74) на базі навчально-консультативного пункту Дніпродзержинського хіміко-технологічного технікуму при виробничому об'єднанні «Хімволокно» (відкритий в 1970 році). Технікум мав вечірню і заочну форми навчання. У 1997 році два технікуми об'єднано в єдиний «Чернігівський державний механіко-технологічний технікум» (будинок № 64), мав денну та заочну форми навчання і готував молодших спеціалістів за 8 спеціальностями. Пізніше реорганізований в «Чернігівський промислово-економічний коледж» КНУТД (будинок № 64А/2).
12 лютого 2016 року вулиця отримала сучасну назву — на честь гетьмана Війська Запорозького Івана Степановича Мазепи, згідно з розпорядженням міського голови В. А. Атрошенка Чернігівської міської ради № 46-р «Про перейменування вулиць і провулків міста».

## Забудова
Вулиця зайнята багатоповерховою (5-9 поверхові будинки) і частково малоповерховою (двоповерхові будинки) житловою забудовою, частково садибною забудовою, установами обслуговування промислових, комунальних і складських підприємств.
Вулиця з проспектом Перемоги утворює площу Перемоги. В кінці вулиці перпендикулярно основній дорозі є з'їзд на південь, що веде до виробничого об'єднанню «Хімволокно».
Непарна сторона вулиці від проспекту Миру до вулиці Любецької зайнята територією міської лікарні № 1, частково садибною (два будинки) і багатоповерховою житловою (один п'ятиповерховий) забудовою, парна — малоповерховою (триповерхові будинки) і багатоповерховою (чотирьох- п'ятиповерхові будинки) житловою забудовою, геологорозвідувальним інститутом (дві будівлі). Непарна сторона вулиці між вулицею Любецькою і площею Перемоги зайнята багатоповерховою житловою забудовою (5-поверхові будинки), парна — військовою частиною ТО500 (8-й навчальний центр Державної спеціальної служби транспорту), багатоповерховою житловою забудовою (дев'ятиповерхові будинки), на площі Перемоги два двоповерхових і один чотириповерховий будинки. Вулиця від площі Перемоги до Музичної вулиці зайнята малоповерховою (двоповерхові будинки) і багатоповерховою (п'яти- дев'ятиповерхові будинки) житловою забудовою, територією промислових підприємств. Непарна сторона вулиці між вулицями Музичною і Толстого зайнята лісосмугою уздовж залізничної лінії Чернігів-Ніжин, парна — територією колишньої Чернігівської музичної фабрики. Далі, зробивши вигин в більш західному напрямку, по естакаді проходить над залізницею Чернігів-Ніжин. Кінець вулиці зайнятий територією промислових («Хімволокно», КСК), будівельних («Домобудівник» ДБК, управління механізації будівництва «Чернігівбуд», пересувна механізована колона) і автотранспортних підприємств, баз і складів, частково багатоповерховою житловою забудовою (5-поверхові будинки гуртожитків).
|                                                           |
| Український державний геологорозвідувальний інститут НАНУ |

Установи:
1. будинок № 3 — Обласна психоневрологічна лікарня і Обласний центр з профілактики та боротьби зі СНІДом, дві різних будівлі
2. будинок № 4 А — Чернігівський обласний педагогічний ліцей для обдарованої сільської молоді Чернігівської обласної ради
3. будинок № 10А — Український державний геологорозвідувальний інститут НАНУ Чернігівське відділення
4. будинок № 19 — Управління Пенсійного Фонду України в Новозаводському районі Чернігова
5. будинок № 23 — Міський палац культури імені В. Радченко (раніше Будинок культури Хіміків)
6. будинок № 28 — Чернігівська фабрика лозових виробів[9]
7. будинок № 35 — школа № 6
8. будинок № 58 — «Чернігівський ремонтно-механічний комбінат». Дитсадок № 14
9. будинок № 59 — «Ростбуд», територія заводу будматеріалів № 2 (раніше «Чернігівпромбуд»)[10]
10. будинок № 59 А — «Домобудівник» (ДБК)[11]
11. будинок № 62 В — «Новофіл»[12]
12. будинок № 64 — Бібліотека Чернігівського промислово-економічного коледжу Київського національного університету технологій та дизайну
13. будинок № 64 А/2 — Чернігівський промислово-економічний коледж КНУТД
14. будинок № 66 — Камвольно-суконна компанія «Чексіл» (КСК) (раніше «Чернігівський камвольно-суконний комбінат»)
15. будинок № 67 — управління механізації будівництва «Чернігівбуд». Металосервісний центр СТВ[13]
16. будинок № 78 — спорткомплекс «Хімік»
17. будинок № 100 — Чернігівський комбінат хімічного волокна виробничого об'єднання «Хімволокно»[14], закритий
18. будинок № 110 — «Хімтекстильмаш» виробничого об'єднання «Хімволокно», закритий

Пам'ятники архітектури або історії:
1. будинок № 1 — Корпус міської лікарні (початок 19 століття) — архітектури місцевого значення
2. територія телецентру — Будинок міри та ваги (19 століття) — архітектури місцевого значення
3. площа Перемоги — Пам'ятний знак на честь радянських воїнів-визволителів (1968 рік) — історії місцевого значення

Є ряд значущих і рядових історичних будівель, що не є пам'ятками архітектури або історії: 2-поверхова будівля № 3 (Обласна психоневрологічна лікарня), 1-поверховий будинок без номера (Лабораторія охорони зору) і № 3А, садибний будинок № 5, 2-поверховий житловий будинок № 40.
Меморіальні дошки:
1. будинок № 2 — Заслуженому артисту України Леоніду Миколайовичу Пашину — на будинку, де жив
2. будинок № 6 — Двічі Герою Радянського Союзу Олександру Гнатовичу Молодчому — на будинку, де жив
3. будинок № 13 — Заслуженому лікарю УРСР Анатолію Олександровичу Шиш — на будинку, де жив (1976—1999)
4. будинок № 23 — першому директору Чернігівського заводу синтетичного волокна В'ячеславу Яковичу Радченко — на будівлі Будинку культури Хіміків в честь присвоєння палацу імені В'ячеслава Радченка, приурочене до 100-річчя від дня його народження
5. будинок № 29 — засновнику міського ветеранського руху воїнів-інтернаціоналістів Василю Шевчуку — на будинку, де жив
6. будинок № 32 — кавалеру Ордена Слави Миколі Григоровичу Палкіну — на будинку, де жив
7. будинок № 34 — Герою Радянського Союзу Костянтину Сергійовичу Давиденку — на будинку, де жив
8. будинок № 37 А — Заслуженому працівнику культури України Станіславу Панасовичу Реп'яху — на будинку, де жив (1982—2012)